# Francesco Pisano
Francesco Pisano (Cagliari, 29 aprile 1986) è un allenatore di calcio ed ex calciatore italiano, di ruolo difensore, allenatore della Primavera del Cagliari.

## Caratteristiche tecniche
Difensore ambidestro di fascia che fa della velocità e del senso della posizione le sue caratteristiche principali, è abile nel disimpegnarsi sia a destra che a sinistra. Il soprannome bombetta, che rispecchia le sue doti fisiche e la sua esplosività muscolare, gli fu dato dall'allenatore Nedo Sonetti.

## Carriera

### Giocatore

#### Club
Cresciuto calcisticamente nelle giovanili del Cagliari, esordisce nella squadra maggiore e in Serie A il 26 settembre 2004, all'età di 18 anni, nella partita Lecce-Cagliari finita 3-1 a favore della squadra di casa. In quella stessa stagione il giocatore colleziona 13 presenze. Dalla stagione successiva, 2005-2006, diventa di fatto titolare della maglia rossoblù, ed è attualmente è uno dei giocatori con più presenze in Serie A della squadra cagliaritana.
Il 19 aprile 2009 ha indossato per la prima volta la fascia di capitano della squadra della sua città, a 22 anni, nella partita Cagliari-Napoli terminata 2-0 per la squadra isolana, entrando nella storia rossoblu come il più giovane giocatore ad aver vestito la fascia da capitano. Il 1º febbraio 2013 segna il suo primo goal in carriera e in Serie A nella vittoria esterna contro la Roma per 4-2 all'Olimpico, siglando la quarta rete per la squadra isolana.
Il 7 aprile 2013, nel corso del primo tempo di Catania-Cagliari, subisce la frattura del perone della gamba sinistra.
Il 20 agosto 2015 lascia il Cagliari, retrocesso in Serie B dopo 11 stagioni in cui ha totalizzato 243 presenze e 1 gol, e firma un contratto biennale con il Bolton, militante nella seconda divisione del campionato inglese.
Il 1º febbraio 2016 passa all'Avellino a titolo temporaneo con diritto di riscatto. Il 7 luglio rescinde il contratto che lo legava al club inglese e il 25 agosto seguente si lega per una stagione con l'Olbia segnando il suo primo gol in maglia bianca il 19 febbraio 2017 nella partita casalinga contro il Piacenza. Nel frattempo diventa capitano della squadra sarda militante in Serie C. Il 4 luglio 2022 lascia l’Olbia dopo sei anni e tre giorni dopo annuncia il suo ritiro dal calcio giocato.

#### Nazionale
È inoltre riuscito a conquistare la maglia azzurra della Nazionale Under-21, esordendo con il tecnico Pierluigi Casiraghi il 15 agosto 2006 in amichevole contro la Croazia. Ha fatto parte del biennio 2007-2009, venendo poi convocato per l'Europeo U-21 2009 in Svezia.

### Allenatore
L'11 luglio 2022, pochi giorni dopo il suo ritiro dal calcio giocato, viene ufficializzato il suo nuovo ruolo come vice allenatore di Michele Filippi nella formazione Primavera del Cagliari, ritornando così nel settore giovanile in cui era cresciuto calcisticamente.
Nel settembre 2023 viene nominato vice allenatore di Claudio Bellucci nella formazione Under-18.
Nel settembre del 2024, dopo aver completato il corso specifico presso il Settore Tecnico della FIGC a Coverciano, consegue la licenza UEFA A, che consente di guidare tutte le squadre giovanili (comprese le Primavera), tutte le squadre femminili e le prime squadre maschili fino alla Serie C inclusa.
Nel luglio 2025 viene annunciato come nuovo allenatore della squadra Primavera del Cagliari, in sostituzione di Fabio Pisacane (nel frattempo promosso in prima squadra).

## Statistiche

### Presenze e reti nei club
| Stagione        | Squadra         | Campionato      | Campionato | Campionato | Coppe nazionali | Coppe nazionali | Coppe nazionali | Coppe continentali | Coppe continentali | Coppe continentali | Altre coppe | Altre coppe | Altre coppe | Totale | Totale |
| Stagione        | Squadra         | Comp            | Pres       | Reti       | Comp            | Pres            | Reti            | Comp               | Pres               | Reti               | Comp        | Pres        | Reti        | Pres   | Reti   |
| --------------- | --------------- | --------------- | ---------- | ---------- | --------------- | --------------- | --------------- | ------------------ | ------------------ | ------------------ | ----------- | ----------- | ----------- | ------ | ------ |
| 2004-2005       | Cagliari        | A               | 13         | 0          | CI              | 5               | 0               | -                  | -                  | -                  | -           | -           | -           | 18     | 0      |
| 2005-2006       | Cagliari        | A               | 23         | 0          | CI              | 4               | 0               | -                  | -                  | -                  | -           | -           | -           | 27     | 0      |
| 2006-2007       | Cagliari        | A               | 23         | 0          | CI              | 2               | 0               | -                  | -                  | -                  | -           | -           | -           | 25     | 0      |
| 2007-2008       | Cagliari        | A               | 18         | 0          | CI              | 1               | 0               | -                  | -                  | -                  | -           | -           | -           | 19     | 0      |
| 2008-2009       | Cagliari        | A               | 29         | 0          | CI              | 1               | 0               | -                  | -                  | -                  | -           | -           | -           | 30     | 0      |
| 2009-2010       | Cagliari        | A               | 9          | 0          | CI              | 0               | 0               | -                  | -                  | -                  | -           | -           | -           | 9      | 0      |
| 2010-2011       | Cagliari        | A               | 18         | 0          | CI              | 0               | 0               | -                  | -                  | -                  | -           | -           | -           | 18     | 0      |
| 2011-2012       | Cagliari        | A               | 34         | 0          | CI              | 1               | 0               | -                  | -                  | -                  | -           | -           | -           | 35     | 0      |
| 2012-2013       | Cagliari        | A               | 28         | 1          | CI              | 1               | 0               | -                  | -                  | -                  | -           | -           | -           | 29     | 1      |
| 2013-2014       | Cagliari        | A               | 23         | 0          | CI              | 0               | 0               | -                  | -                  | -                  | -           | -           | -           | 23     | 0      |
| 2014-2015       | Cagliari        | A               | 13         | 0          | CI              | 1               | 0               | -                  | -                  | -                  | -           | -           | -           | 14     | 0      |
| Totale Cagliari | Totale Cagliari | Totale Cagliari | 231        | 1          |                 | 16              | 0               |                    | -                  | -                  |             | -           | -           | 247    | 1      |
| 2015-feb. 2016  | Bolton          | FLC             | 3          | 0          | FAcup+CdL       | 0               | 0               | -                  | -                  | -                  | -           | -           | -           | 3      | 0      |
| feb.-giu. 2016  | Avellino        | B               | 13         | 0          | CI              | -               | -               | -                  | -                  | -                  | -           | -           | -           | 13     | 0      |
| 2016-2017       | Olbia           | LP              | 23         | 1          | CI-LP           | -               | -               | -                  | -                  | -                  | -           | -           | -           | 23     | 1      |
| 2017-2018       | Olbia           | C               | 23         | 1          | CI-C            | 1               | 0               | -                  | -                  | -                  | -           | -           | -           | 24     | 1      |
| 2018-2019       | Olbia           | C               | 20         | 1          | CI-C            | 2               | 0               | -                  | -                  | -                  | -           | -           | -           | 22     | 1      |
| 2019-2020       | Olbia           | C               | 26+2       | 1          | CI-C            | 1               | 0               | -                  | -                  | -                  | -           | -           | -           | 29     | 1      |
| 2020-2020       | Olbia           | C               | 14         | 1          | -               | -               | -               | -                  | -                  | -                  | -           | -           | -           | 14     | 1      |
| 2021-2022       | Olbia           | C               | 27+1       | 0          | CI-C            | 1               | 0               | -                  | -                  | -                  | -           | -           | -           | 29     | 0      |
| Totale Olbia    | Totale Olbia    | Totale Olbia    | 133+3      | 5          |                 | 5               | 0               |                    | -                  | -                  |             | -           | -           | 141    | 5      |
| Totale carriera | Totale carriera | Totale carriera | 380+3      | 6          |                 | 21              | 0               |                    | -                  | -                  |             | -           | -           | 404    | 6      |